# Herencia
Herencia – gmina w Hiszpanii, w prowincji Ciudad Real, w Kastylii-La Mancha, o powierzchni 226,74 km². W 2011 roku gmina liczyła 9067 mieszkańców.
W miejscowości lokalizuje się wydarzenia z powieści Don Kichot, kiedy to tytułowy bohater wziął w obronę pastuszka okrutnie bitego przez gospodarza.